# Fé na Festa
Fé na Festa é 57.º álbum do cantor[Bahia|baiano]] Gilberto Gil, lançado em 11 de junho de 2010, no Brasil, pelo seu próprio selo 'Geléia Geral', associado à Universal Music. Gil volta às origens, segundos os críticos, em um álbum de canções "repletas" de maxixe, baião, xote, forró e com ideais do tropicalismo. Fé na Festa traz treze faixas, sendo que dessas, sete são compostas por Gil, três em parcerias, e duas faixas escritas por outros compositores. O álbum ainda faz uma homenagem à Luiz Gonzaga, considerado o rei do baião, com a faixa "Aprendi com o Rei", um remake da canção lançada em Refavela, álbum de 1977.

## Recepção da crítica
| Críticas profissionais | Críticas profissionais |
| Avaliações da crítica  | Avaliações da crítica  |
| Fonte                  | Avaliação              |
| ---------------------- | ---------------------- |
| allmusic               | [ 3 ]                  |

O álbum teve uma boa recepção, recebendo elogios da allmusic que disse Gil traz uma "brilhante coleção de xotes, xaxados e baiãos", mostrando que o intérprete aclamado mundialmente e conhecido por ser um revolucionário musical, pode, facilmente "combinar os mestres do gênero como um compositor popular". E ainda conclui que com o álbum, Gil "compartilha a essência do que faz dele um artista universal: a celebração de alegria de fazer música" e, ainda recomenda o álbum. O site Saraiva Conteúdo diz que Gil é "um artista legítimo para animar qualquer  festa de São João. E não é à toa que esse ano são os donos do pedaço, tanto que atualmente seus CDs são os mais vendidos", dos catálogos da livraria Saraiva.

## Faixas
| N.º            | Título                          | Compositor(es)                           | Duração |  |
| 1.             | "Fé na Festa"                   | Gil                                      | 3:53    |  |
| 2.             | "O Livre-Atirador e a Pegadora" | Gil                                      | 3:46    |  |
| 3.             | "Assim, Sim"                    | Gil                                      | 3:51    |  |
| 4.             | "Estrela Azul do Céu"           | Gil                                      | 3:34    |  |
| 5.             | "Marmundo"                      | Gil                                      | 4:10    |  |
| 6.             | "Vinte e Seis"                  | Gil                                      | 3:32    |  |
| 7.             | "Não Tenho Medo da Vida"        | Gil                                      | 4:12    |  |
| 8.             | "Norte da Saudade"              | Perinho Santana, Moacyr Albuquerque, Gil | 4:31    |  |
| 9.             | "Maria Minha"                   | Targino Gondim, Eliezer Setton           | 4:21    |  |
| 10.            | "Aprendi com o Rei"             | João Silva                               | 3:23    |  |
| 11.            | "Dança da Moda"                 | Luiz Gonzaga, Nando Cordel               | 3:16    |  |
| 12.            | "São João Carioca"              | Cordel, Gil                              | 3:36    |  |
| 13.            | "Lá Vem Ela"                    | Vanessa da Mata, Gil                     | 3:31    |  |
| Duração total: | Duração total:                  | Duração total:                           | 49:36   |  |

## Paradas musicais
| CD (2010)     | Melhor posição |
| ------------- | -------------- |
| Grécia (IFPI) | 24             |

## Prêmios e indicações
| Ano  | Premiação                   | Categoria             | Resultado |
| ---- | --------------------------- | --------------------- | --------- |
| 2011 | Prêmio de Música Brasileira | Melhor álbum regional | Indicado  |
| 2011 | Prêmio de Música Brasileira | Melhor cantor         | Indicado  |

## Histórico de lançamentos
| País           | Data                 | Formato               | Gravadora             | Catálogo      |
| -------------- | -------------------- | --------------------- | --------------------- | ------------- |
| Brasil         | 11 de junho de 2010  | CD e download digital | Geléia Geral          | 0602527410555 |
| Portugal       | 11 de junho de 2010  | CD e download digital | Geléia Geral          |               |
| Países Baixos  | 18 de junho de 2010  | CD                    | Universal Music Group | 0602527410555 |
| Japão          | 22 de junho de 2010  | CD                    | Emarcy                | 2741055       |
| Argentina      | 22 de junho de 2010  | CD                    | Universal Music Group |               |
| França         | 5 de julho de 2010   | CD                    | Universal Music Group |               |
| Alemanha       | 9 de julho de 2010   | CD                    | Universal Music Group | 0602527410555 |
| Reino Unido    | 19 de julho de 2010  | CD                    | Universal Music Group | 2741055       |
| Estados Unidos | 27 de julho de 2010  | CD                    | Universal Music Group |               |
| Itália         | 22 de agosto de 2010 | CD                    | Emancy                |               |